# Городецкий, Николай Васильевич
Николай Васильевич Городецкий (1901—1953) — генерал-лейтенант (1946), участник Гражданской и Великой Отечественной войн, начальник штаба фронта, начальник штаба военного округа.

## Биография
Родился 4 (17) мая 1901 года. Русский, из служащих (указано «для анкеты»), отец: Василий Городецкий — священник с. Чернцовка Чернцовской волости Пензенского уезда Пензенской губернии (ныне село Черенцовка Пензенского района Пензенской области).
В РККА с мая 1919 года. Член ВКП(б) с 1939 года.
Во время Гражданской войны — военком 16 воздухоотряда 8 ротного участка Ямбургского уезда.
Затем занимал должности в Ямбургском уездном военкомате (с апреля 1922 — инструктор, с мая 1922 — делопроизводитель), уездном отделении всеобщего военного обучения (с июня 1922 — инструктор для поручений, с июля 1923 — инструктор всеобщего военного обучения). В 1923 окончил 2-ю Петроградскую военную школу физического образования. С декабря 1923 — руководитель физподготовки Троицкого уездного военкомата.
С февраля 1925 — командир взвода и исполняющий должность спортивного руководителя 32-го стрелкового полка 1-го стрелкового корпуса.
По окончании в 1926 курсов физического образования комсостава РККА имени В. И. Ленина — инструктор 1 разряда (с октября 1926), руководитель физической подготовки (с сентября 1928) штаба 11-й Ленинградской стрелковой дивизии.
В 1928 экстерном окончил пехотную школу; с апреля 1929 — командир роты, с декабря 1930 — командир учебной роты 31-го стрелкового полка.
В 1934 окончил Военную академию РККА имени М. В. Фрунзе, занимал должность начальника штаба 58-го стрелкового полка 20-й стрелковой дивизии.
В последующие годы — на штабной и преподавательской работе.
С февраля 1936 — помощник начальника 2-го отделения 1-го отдела, затем помощник начальника 1-го отдела, начальник 5-го отделения 1-го отдела Генштаба РККА.
С июля 1938 исполнял должность доцента курсов усовершенствования коллективов штабов; с ноября 1939 — старший преподаватель кафедры оперативного искусства Академии Генштаба РККА.
С 1940 — начальник 1 отдела штаба АрхВО.
С 25 мая по 27 июля 1941 — начальник штаба 23-й армии, затем до 26 августа 1941 — начальник штаба Северного фронта; с 26 августа и в сентябре 1941 — начальник штаба Ленинградского фронта, полковник.

… прибыл генерал-майор Н. В. Городецкий. …Это был хорошо подготовленный, эрудированный, с масштабным видением работник. Имея отличную оперативную подготовку, он быстро разобрался в обстановке и очень точно информировал штаб фронта об особенностях боёв на плацдарме, что, несомненно, помогло фронтовому командованию сделать реальные выводы и принять необходимые решения.— Коньков В. Ф. Глава V. Легендарный Невский пятачок // Время далёкое и близкое. — М.: Воениздат, 1985.  (Дата обращения: 23 сентября 2011)
7 октября 1941 присвоено звание «генерал-майор».
С 16 апреля по 14 мая 1942 — начальник штаба 59-й армии. Затем начальник оперативного отдела штаба Волховского фронта. С 16 июля 1942 по 1 мая 1944 года — начальник штаба Южно-Уральского военного округа.
С 16 мая 1944 — начальник штаба Львовского военного округа. 5 июля 1946 присвоено звание «генерал-лейтенант».
С 4 июня по октябрь 1946 года — начальник штаба Прикарпатского военного округа. С октября 1949 по июль 1951 года — начальник штаба Приволжского военного округа. Со 2 августа 1951 по 13 октября 1953 года — командир 30-го гвардейского стрелкового корпуса.
Скончался 13 октября 1953 года. Похоронен на Богословском кладбище Санкт-Петербурга.